# Улица Ивана Выговского
Улица Ивана Выговского (укр. ву́лиця Івана Виговського) — улица в Подольском районе города Киева, местность Нивки. Пролегает от площади Валерия Марченко до проспекта Правды.
Примыкают улицы Стеценко, Сырецко-Садовая,Северо-Сырецкая, Кальвильная, Абрикосовая, Ананасная, Смородиновая, Малиновая, Огуречная, Баклажанная, Земляничная, Смородиновая, Ранетная и Сырецкий проезд.

## История
Возникла в середине XX века. До середины 1970-х годов заканчивалась тупиком возле Сырецкой улицы. До 1976 года отрезок между Интернациональной площадью и издательством «Киевская правда» входил в состав улицы Щербакова. 
В 1976 году была переименована на улица маршала Гречко — в честь советского военачальника и государственного деятеля, Маршала Советского Союза А. А. Гречко.
19 декабря 2019 года улица получила современное название — в честь украинского гетмана Ивана Выговского.

## Учреждения и заведения
- Средняя общеобразовательная школа № 45 (дом № 22-А)
- Средняя общеобразовательная школа № 63 (дом № 10-А)
- Детский сад № 151 (дом № 10-Б)
- Детский сад № 188 «Ласточка» (дом № 6-А)
- Детский сад № 482 «Истоки» (дом № 14-А)
- Детский сад № 486 (дом № 20-Д)
- ЧАО «Издательство „Киевская правда“» (дом № 13)
- Центр занятости Подольского района (дом № 20-А)
- Универсальная публичная библиотека № 11 (дом № 20-А)
- Отделение почтовой связи № 136 (дом № 14)